# Chrysina gloriosa
Chrysina gloriosa es una especie de escarabajo del género Chrysina, familia Scarabaeidae. Fue descrita científicamente por LeConte en 1854.
Habita en Texas, Nuevo México, Arizona, Chihuahua y Sonora. La pupación ocurre en junio.

## Descripción
Los adultos miden de 25 a 28 milímetros (0,98 a 1,10 pulgadas) de largo y son de color verde brillante con rayas plateadas en los élitros. Las diferencias de color son el resultado de la estructura microscópica de cada sección, con el verde reflejado en estructuras con forma de cúspide y el plateado reflejado en capas planas paralelas a la superficie de los élitros.

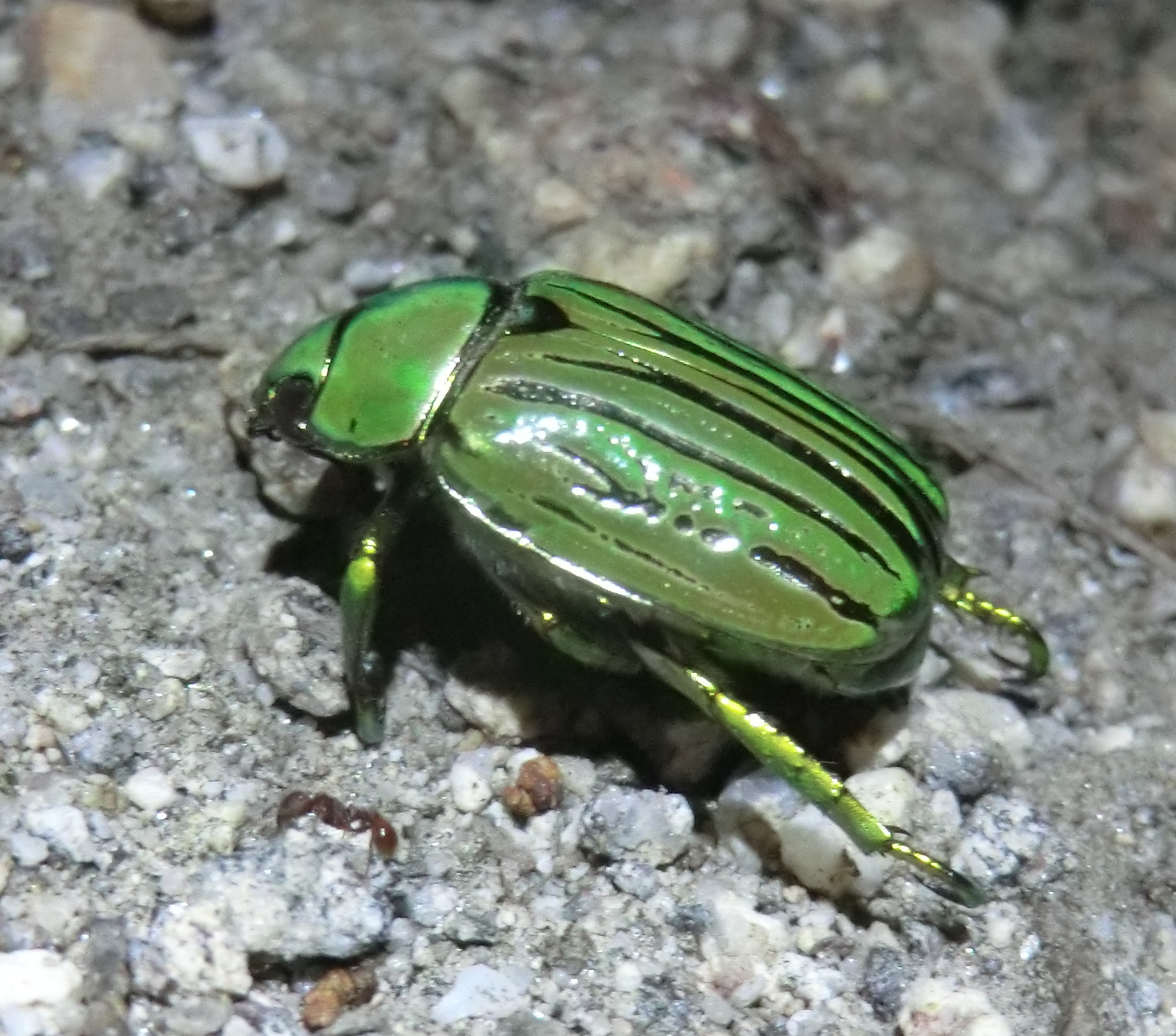
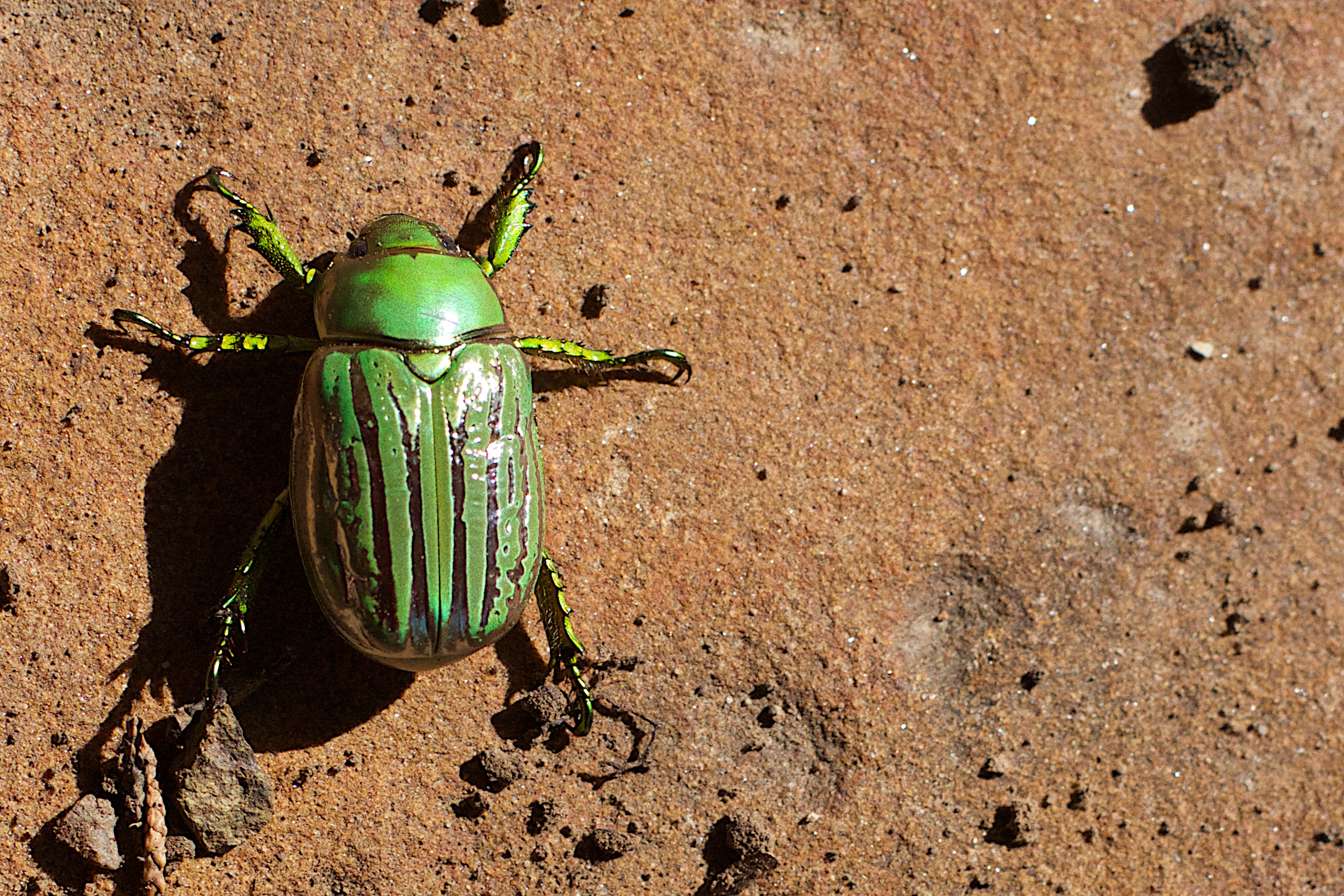